# Ljukman Adams
Ljukman Adams (rusky Люкман Расакович Адамс) (* 24. května 1988, Leningrad) je ruský atlet, jehož specializací je trojskok.
V roce 2010 skončil v soutěži trojskokanů na mistrovství Evropy šestý. Na halovém světovém šampionátu v roce 2012 vybojoval bronzovou medaili. O dva roky později se na jaře v Sopotech stal halovým mistrem světa v trojskoku, v létě pak v Curychu skončil na mistrovství Evropy pod širým nebem v soutěži trojskokanů druhý. Při světovém šampionátu v Pekingu v roce 2015 obsadil páté místo. Jeho osobní rekord 17,53 m pochází z roku 2012.
Pochází ze smíšeného manželství, jeho otec je Nigerijec (studoval v Sovětském svazu lékařství), matka Ruska.
V lednu 2019 dostal za doping čtyřletý zákaz startů a jeho výsledky mezi 16. červencem 2012 a 14. září 2014 byly anulovány.